# Mistrzostwa Świata w Piłce Nożnej 2026 (eliminacje strefy AFC)/Grupa C
W Grupie C drugiej rundy eliminacji do Mistrzostw Świata 2026 biorą udział następujące zespoły:
- Korea Południowa
- Chiny
- Tajlandia
- Singapur (zwycięzca dwumeczu z  Guamem w pierwszej rundzie eliminacji)

## Tabela
| Lp. | Drużyna          | M | Z | R | P | B+ | B– | +/– | Pkt | Kwalifikacja            |     | Korea Południowa |     | Tajlandia | Singapur |
| --- | ---------------- | - | - | - | - | -- | -- | --- | --- | ----------------------- | --- | ---------------- | --- | --------- | -------- |
| 1   | Korea Południowa | 6 | 5 | 1 | 0 | 20 | 1  | +19 | 16  | Awans do trzeciej rundy |     |                  | 1–0 | 1–1       | 5–0      |
| 2   | Chiny            | 6 | 2 | 2 | 2 | 9  | 9  | 0   | 8   | Awans do trzeciej rundy |     | 0–3              |     | 1–1       | 4–1      |
| 3   | Tajlandia        | 6 | 2 | 2 | 2 | 9  | 9  | 0   | 8   |                         |     | 0–3              | 1–2 |           | 3–1      |
| 4   | Singapur         | 6 | 0 | 1 | 5 | 5  | 24 | −19 | 1   |                         | 0–7 | 2–2              | 1–3 |           |          |

1. 1 2  Mecze bezpośrednie, punkty: Chiny 4, Tajlandia 1

## Wyniki
| 16 listopada 202312:00 CET | Korea Południowa                                                                                  | 5:0(1:0) | Singapur | Seul World Cup Stadium, Seul Widzów: 64 381 Sędzia: Bijan Heydari |
| 16 listopada 202312:00 CET | Cho Gue-sung 44' · Hwang Hee-chan 49' · Son Heung-min 63' · Hwang Ui-jo 68' (k) · Lee Kang-in 85' | 5:0(1:0) |          | Seul World Cup Stadium, Seul Widzów: 64 381 Sędzia: Bijan Heydari |

| 16 listopada 202313:30 CET | Tajlandia  | 1:2(1:1) | Chiny                           | Stadion Narodowy Rajamangala, Bangkok Widzów: 35 009 Sędzia: Salman Ahmad Falahi |
| 16 listopada 202313:30 CET | Yooyen 23' | 1:2(1:1) | 29' Wu Lei · 74' Wang Shangyuan | Stadion Narodowy Rajamangala, Bangkok Widzów: 35 009 Sędzia: Salman Ahmad Falahi |

| 21 listopada 202313:00 CET | Singapur  | 1:3(1:1) | Tajlandia                      | miejsce Narodowy, Singapur Widzów: 29 644 Sędzia: Ahmed Al-Alili |
| 21 listopada 202313:00 CET | Anuar 41' | 1:3(1:1) | 5' Sarachat · 66', 87' Mueanta | miejsce Narodowy, Singapur Widzów: 29 644 Sędzia: Ahmed Al-Alili |

| 21 listopada 202313:00 CET | Chiny                                            | 0:3(0:2) | Korea Południowa | Shenzhen Universiade Sports Centre, Shenzhen Widzów: 39 969 Sędzia: Abdulrahman Al-Jassim |
| 21 listopada 202313:00 CET | 11' (k), 45' Son Heung-min · 87' Jung Seung-hyun | 0:3(0:2) |                  | Shenzhen Universiade Sports Centre, Shenzhen Widzów: 39 969 Sędzia: Abdulrahman Al-Jassim |

| 21 marca 202412:00 CET | Korea Południowa  | 1:1(1:0) | Tajlandia   | Seul World Cup Stadium, Seul Widzów: 64 912 Sędzia: Khalid Al Turais |
| 21 marca 202412:00 CET | Son Heung-min 42' | 1:1(1:0) | 61' Mueanta | Seul World Cup Stadium, Seul Widzów: 64 912 Sędzia: Khalid Al Turais |

| 21 marca 202413:30 CET | Singapur               | 2:2(0:2) | Chiny             | miejsce Narodowy, Singapur Widzów: 28 414 Sędzia: Shaun Evans |
| 21 marca 202413:30 CET | Ramli 53' · Mahler 81' | 2:2(0:2) | 10', 45+2' Wu Lei | miejsce Narodowy, Singapur Widzów: 28 414 Sędzia: Shaun Evans |

| 26 marca 202413:00 CET | Chiny                                                  | 4:1(1:1) | Singapur  | Tianjin Olympic Center Stadium, Tiencin Widzów: 42 977 Sędzia: Omar Mohamed Al Ali |
| 26 marca 202413:00 CET | Wu Lei 21', 85' · Fernandinho 65' (k) · Wei Shihao 90' | 4:1(1:1) | 22' Ramli | Tianjin Olympic Center Stadium, Tiencin Widzów: 42 977 Sędzia: Omar Mohamed Al Ali |

| 26 marca 202413:30 CET | Tajlandia                                               | 0:3(0:1) | Korea Południowa | Stadion Narodowy Rajamangala, Bangkok Widzów: 45 458 Sędzia: Adham Makhadmeh |
| 26 marca 202413:30 CET | 19' Lee Jae-sung · 54' Son Heung-min · 82' Park Jin-sub | 0:3(0:1) |                  | Stadion Narodowy Rajamangala, Bangkok Widzów: 45 458 Sędzia: Adham Makhadmeh |

| 6 czerwca 202414:00 CEST | Singapur                                                                                             | 0:7(0:2) | Korea Południowa | miejsce Narodowy, Singapur Sędzia: Sadullo Gulmurodi |
| 6 czerwca 202414:00 CEST | 9', 54' Lee Kang-in · 20' Joo Min-kyu · 53', 56' Son Heung-min · 79' Bae Jun-ho · 81' Hwang Hee-chan | 0:7(0:2) |                  | miejsce Narodowy, Singapur Sędzia: Sadullo Gulmurodi |

| 6 czerwca 202414:00 CEST | Chiny            | 1:1(0:1) | Tajlandia    | miejsce Olimpijski, Shenyang Widzów: 46 979 Sędzia: Ilgiz Tantashev |
| 6 czerwca 202414:00 CEST | Zhang Yuning 79' | 1:1(0:1) | 20' Sarachat | miejsce Olimpijski, Shenyang Widzów: 46 979 Sędzia: Ilgiz Tantashev |

| 11 czerwca 202413:00 CEST | Korea Południowa | 1:0(0:0) | Chiny | Seul World Cup Stadium, Seul Widzów: 64 935 Sędzia: Mohammed Al Hoish |
| 11 czerwca 202413:00 CEST | Lee Kang-in 61'  | 1:0(0:0) |       | Seul World Cup Stadium, Seul Widzów: 64 935 Sędzia: Mohammed Al Hoish |

| 11 czerwca 202414:30 CEST | Tajlandia                                 | 3:1(1:0) | Singapur  | Stadion Narodowy Rajamangala, Bangkok Widzów: 39 404 Sędzia: Mohanad Qasim Sarray |
| 11 czerwca 202414:30 CEST | Mueanta 37' · Arjvirai 79' · Wonggorn 86' | 3:1(1:0) | 57' Fandi | Stadion Narodowy Rajamangala, Bangkok Widzów: 39 404 Sędzia: Mohanad Qasim Sarray |

## Strzelcy

### 7 goli
- Son Heung-min

### 5 goli
- Wu Lei

### 4 gole
- Lee Kang-in
- Suphanat Mueanta

### 2 gole
- Hwang Hee-chan
- Faris Ramli
- Supachok Sarachat

### 1 gol
- Fernandinho
- Wang Shangyuan
- Wei Shihao
- Zhang Yuning
- Bae Jun-ho
- Cho Gue-sung
- Hwang Ui-jo
- Joo Min-kyu
- Jung Seung-hyun
- Lee Jae-sung
- Park Jin-sub
- Shawal Anuar
- Ikhsan Fandi
- Jacob Mahler
- Poramet Arjvirai
- Jaroensak Wonggorn
- Sarach Yooyen